# Canis etruscus
Loup étrusque
Espèce
Canis etruscus (le Loup étrusque) est une espèce éteinte de canidés, endémique de l'Europe méditerranéenne au Pléistocène inférieur. Le Loup étrusque a été décrit comme un petit chien ressemblant à un loup. Il a longtemps été considéré comme l'ancêtre de Canis mosbachensis (en), qui est l'ancêtre du Loup gris (C. lupus). Une recherche récente suggère que l'ancêtre de C. mosbachensis est plutôt C. borjgali, découvert à Dmanissi, en Géorgie,.

## Taxonomie

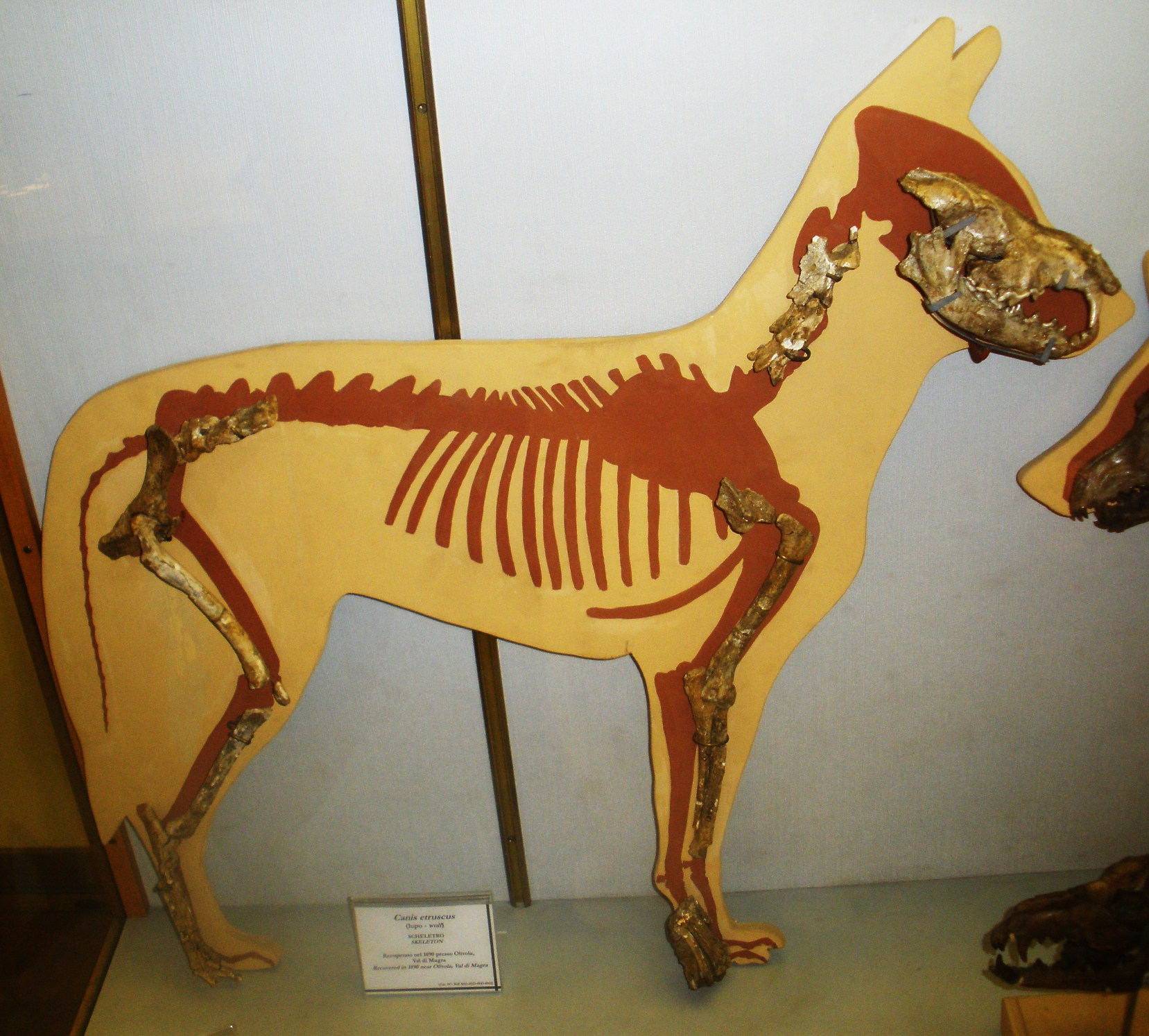
Squelette monté incomplet, Musée de géologie et de paléontologie de Florence.

Les archives fossiles des vertébrés anciens sont composées de fragments rares à partir desquels il est souvent impossible d'obtenir du matériel génétique. Les chercheurs sont limités à l'analyse morphologique, mais il est difficile d'estimer les variations et les relations intra-spécifiques et inter-spécifiques qui existaient entre les spécimens à travers le temps et l'espace. Certaines observations sont débattues par des chercheurs qui ne sont pas toujours d'accord, et des hypothèses soutenues par certains auteurs sont contestées par d'autres. Plusieurs espèces de Caninae du Pléistocène d'Europe ont été décrites. La plupart de leurs relations systématiques et phylogénétiques n'ont pas été résolues en raison de leur morphologie similaire.
Le Haut Valdarno est la partie de la vallée de l'Arno située dans les provinces italiennes de Florence et d'Arezzo. La région est délimitée par le massif du Pratomagno au nord et à l'est et par les montagnes du Chianti au sud et à l'ouest. Le bassin supérieur du Valdarno a fourni les restes de trois espèces de canidés fossiles datés de la fin de l'étage Villafranchien, il y a 1,9 à 1,8 million d'années, correspondant à un renouvellement de la faune à cette époque. Le paléontologue suisse Charles Immanuel Forsyth Major y a découvert deux espèces, à savoir le loup de Falconer (Canis falconeri Forsyth Major 1877), qui a ensuite été reclassé en Lycaon falconeri, et le loup étrusque, plus petit (C. etruscus Forsyth Major 1877). Forsyth Major n'a pas publié de description complète du loup étrusque, et plus tard Domenico Del Campana a travaillé à élargir les descriptions de Forsyth Major lorsqu'il a reconnu parmi les spécimens une espèce plus petite de la taille d'un chacal. Il a nommé celle-ci chien de l'Arno (C. arnensis Del Campana 1913) en l'honneur du fleuve Arno coulant à proximité.

### Spécimen type

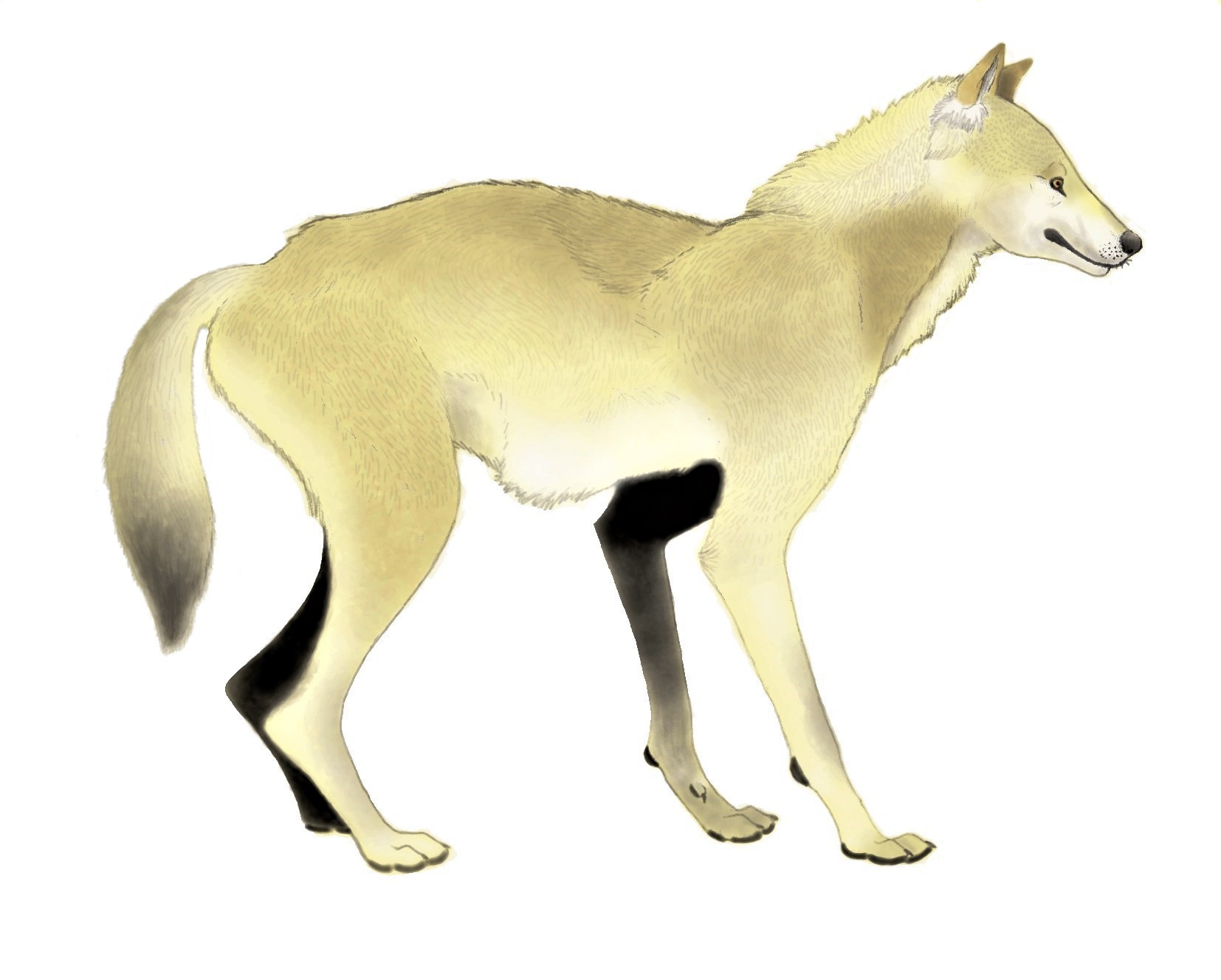
Vue d'artiste de l'animal.

Le lectotype de C. etruscus est un crâne d'une localité non précisée du Haut Valdarno. Il est conservé au Musée paléontologique de Montevarchi. Le spécimen a été conçu comme lectotype par le paléontologue italien Danilo Torre en 1967 à partir de l'échantillon décrit par Forsyth Major.

### Canis apolloniensis
Un spécimen de C. apolloniensis (Koufos et Kostopoulos, 1997) a été trouvé sur le site d'Apollonia-1 près du village de Nea Apollonia, dans la région grecque de Macédoine,. Son holotype se compose de la partie rostrale d'un crâne et d'une mandibule. En 2011, une étude a comparé les cinquante-cinq spécimens ressemblant à des loups du Pléistocène inférieur d'Europe et a suggéré que leur variation morphométrique n'était pas différente de celle des populations de loups modernes, leur différence de taille représentant les spécimens mâles et femelles. Cette étude a cependant proposé deux lignées. Une lignée est celle de C. arnensis, qui comprend C. accitanus et C. senezensis, et l'autre est celle de C. etruscus, qui comprend C. apolloniensis. D'autres études,, contrastent avec cette interprétation biométrique. Compte tenu des caractéristiques morphologiques retenues par C. apolloniensis, cette espèce doit être considérée comme un synonyme de Canis mosbachensis (en), ou un taxon très proche.

### Lignée
Un Canis de la taille d'un loup est apparu pour la première fois au Pliocène moyen il y a environ 3 millions d'années dans le bassin de Yushe, dans la province chinoise du Shanxi. Il y a 2,5 millions d'années, son aire de répartition comprenait le bassin de Nihewan dans le xian de Yangyuan, au Hebei, et Kuruksay, au Tadjikistan. En Europe, C. etruscus est apparu pour la première fois il y a 1,9 à 1,8 million d'années. La lignée menant de C. etruscus au loup de Mosbach (Canis mosbachensis (en) Soergel, 1925) puis au loup gris (C. lupus) est largement acceptée dans la littérature scientifique européenne,,,,,,,,. Néanmoins une publication récente a remis en cause cette hypothèse bien établie en montrant que la particularité de C. etruscus (montrée par Cherin et al., 2014) ne correspond pas à celles de canidés plus modernes du Pléistocène inférieur comme C. borjgali de Dmanissi, probablement l'ancêtre du clade-couronne des espèces ressemblant au loup (C. lupus, C. latrans et C. lupaster). L'archéologue français Jean-Philippe Brugal propose C. mosbachensis comme sous-espèce de C. etruscus, et un autre archéologue français, Henry de Lumley, considère C. mosbachensis comme une sous-espèce du loup gris et propose la classification C. lupus mosbachensis.

## Paléoécologie
La dispersion des espèces de carnivores s'est produite il y a environ 1,8 million d'années et cela a coïncidé avec une diminution des précipitations et une augmentation de la saisonnalité annuelle qui ont suivi le changement d'amplitude de 41 000 ans des cycles de Milancović. Le premier à arriver fut C. etruscus, immédiatement suivi par C. arnensis et Lycaon falconeri, puis la hyène géante Pachycrocuta brevirostris. Ceux-ci étaient tous mieux adaptés aux paysages ouverts et secs, que les deux caninés plus primitifs Eucyon et Nyctereutes qu'ils ont remplacés en Europe.

## Description

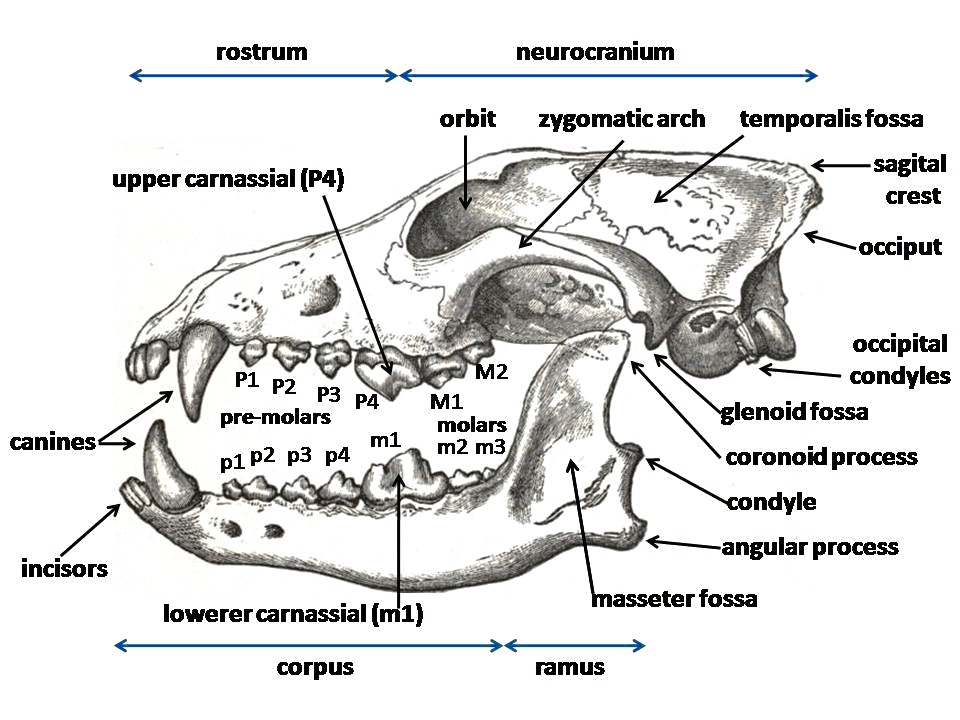
Diagramme d'un crâne de loup avec des caractéristiques clés étiquetées.

Une description du loup étrusque apparaît ci-dessous :

« Chien de taille moyenne (taille moyenne d'un petit C. lupus) ; museau allongé ; rétrécissement marqué du museau au-delà des foramens sous-orbitaires ; os nasaux allongés s'étendant au-delà de la suture maxillofrontale ; crêtes sagittale et nucale bien développées ; région occipitale élargie latéralement ; P1-P2-P3 comprimées latéralement ; P1 avec cingulum lingual ; P3 normalement avec cuspide postérieure et accessoire (= cingulum postérieur modifié) ; grande longueur relative de la rangée molaire supérieure (en comparaison avec C. arnensis) ; M1 avec paracone plus élevé que le métacone ; bassin labial de M1 aussi profond mais plus large que le lingual ; M1 et M2 avec un cingulum continu ; zone de contact réduite entre M1 et M2. Denture inférieure caractérisée par des dimensions plus importantes que C. arnensis et par un rapport M1/M2 de type loup. La carnassière inférieure (M1) se distingue par des cuspides trigonides principales (protoconide et paraconide) relativement petites (par rapport à C. lupus) et par des cuspides talonides (hypoconide et entoconide) reliées par une cristide sinueuse. »

Décrire C. etruscus comme un loup et C. arnensis comme un chacal est donc une simplification excessive, car C. arnensis est plus similaire à C. lupus que C. etruscus par certains caractères crâniens. C. etruscus présente un ensemble de caractéristiques particulières.

## Répartition
Au Pléistocène inférieur, de l'Espagne jusqu'à la Chine.

## Extinction
Le loup étrusque et le chien de l'Arno ont tous deux disparu des archives fossiles en Italie après la fin de l'unité faunique du Tasso et ont été remplacés par le loup de Mosbach (en) du milieu du Pléistocène (C. mosbachensis Soergel, 1925) il y a 1,5 million d'années.